# Кладбища Барнаула
На территории городского округа Барнаула официально действуют 19 кладбищ.

## Действующие

### Михайловское
Название кладбища восходит названием к посёлку Новомихайловка, рядом с которым оно находится (в посёлке имеется своё поселковое Новомихайловское кладбище). Кладбище открыто в 1980 году в 10 км от Барнаула по Павловскому тракту за аэропортом. Площадь — 120,1 га.
На кладбище захоронены:
- Кузнецов П.И. (1914—1992) — полный кавалер Ордена Славы
- Старыгин А. С. (1975—2010) — спортсмен, бизнесмен, телеведущий и общественный деятель; победитель Кубка России (1997), вице-чемпион Европы (1997) по бодибилдингу
- Орехов Д. (1990—2011) — хоккеист, защитник команды «Алтай»

### Черницкое
Расположено в 15 км к югу от Барнаула в ленточном бору рядом с посёлком Черницк, откуда и берёт своё название. Кладбище функционирует с 1979 года и является на данный момент одним из основных мест для захоронений. Площадь — 91,7 га.
Здесь же находится аллея, где расположен могилы известных горожан: политиков, бизнесменов, чиновников, деятелей культуры. На Черницком кладбище захоронены:
- Чудненко, Николай Григорьевич (ум. 1958) — директор завода № 77 («Трансмаш»).
- Яненко С. С. (1947—1990) — поэт.
- Капустин Б. В. (1948—1996) — поэт и журналист.
- Баварин В. Н. (1939—2003) — глава администрации Барнаула.
- Филиппович. М. М. (1942—2006) — глава администрации Змеиногорска.
- Капранов М. (1939—2007) — религиозный и общественный деятель, протоиерей Никольской церкви.
- Свинцов В. Б. (1938—2008) — писатель и публицист.
- Фатеев Г. А. (1936—2008) — депутат Алтайского краевого Заксобрания, глава Барнаульского отделения КПРФ.
- Сытых С. Л. (1954—2009) — председатель ЦИК Алтайского края, глава Центрального района Барнаула.
- Биковец Д. (1981—2015) — хоккеист, нападающий ХК «Алтай»
- Будкеев Михаил Яковлевич (1922—2019) — народный художник Российской Федерации.

### Булыгинско-Кировское
Другие названия кладбища — Старое городское, Булыгинское или Кировское, по посёлку Кирова (или Булыгина) рядом с которым оно расположено. Кладбище было открыто в первой половине XX века в центральной части города в ленточном бору на берегу реки Пивоварки. Первоначально использовалось в основном под захоронения бывших военнослужащих, ветеранов и солдат, умерших во время Великой Отечественной войны в госпиталях Барнаула. В связи с этим в народе кладбище носило название Воинское. Рядом располагались, так называемые, Армянское, Мусульманское и Детское кладбища — участки, на которых хоронили по какому-либо одному признаку (национальность, религия, возраст). Кладбище было закрыто в 1964 году, однако, в 2006 году, решением городских властей оно было вновь открыто. Площадь — 52 га.
На кладбище ведет свою деятельность добровольный молодёжный отряд по охране кладбища, основанный в 2009 году. Члены отряда проводят экскурсии по некрополю, восстанавливают утерянные данные о захороненных, занимаются охраной памятников и создают фотоальбом, рассказывающий об этом кладбище.
Могилы известных горожан:
- Шершеневич В. Г. (1893—1942) — поэт, переводчик, один из основателей и главных теоретиков имажинизма.
- Сорокин А. Г. (1901—1957) — генерал-майор, военный комиссар Алтайского края.
- Чеглецов А. Н. (1906—1957) — член правления Всероссийского общества хирургов, главный хирург Барнаула.
- Верещагин В. Н. (1871—1956) — исследователь природы Алтая, ботаник, краевед.

### Власихинское
На кладбище установлена часовня Дмитрия Донского, а также памятник четырём барнаульским бортпроводникам, погибшим в авиакатастрофе самолёта Ту-154 в 2004 году. Площадь — 54,9 га. Также здесь находится, так называемая, «Аллея афганцев», на которой похоронены участники войн в Афганистане и Чеченской республике.
Могилы известных горожан:
- Егоров Г. В. (1923—1992) — писатель, автор романа «Солона ты, земля» и «Книги о разведчиках».
- Георгиев А. В. (1913—1976) — первый секретарь Алтайского краевого комитета КПСС.
- Павлюков К. Г. (1963—1987) — лётчик, Герой Советского Союза погибший в Афганистане.
- Башунов В. М. (1946—2005) — поэт.
- Баркаган З. С. (1925—2006) — врач-гематолог, член-корреспондент РАМН.
- Евстигнеев В. В. (1937—2008) — учёный, ректор АлтГТУ.
- Козин, Н. Д. (1902—1992) — советский военный деятель, генерал-майор. Герой Советского Союза.
- Сидоров В. С. (1927—1987) — детский писатель, автор повестей «Тайна белого камня», «Федька Сыч теряет кличку», «Повесть о красном орленке» и др.
- Трибунский Н. Т. (1923—1996) — полный кавалер Ордена Славы.
- Христенко В. Т. (1925—2010) — Герой Социалистического Труда, четырежды кавалер Ордена Славы, председатель Алтайского краевого комитета ветеранов войны и военной службы, Почетный гражданин Алтайского края.[2]
- Хомутов О. И. (1951—2012) — учёный, профессор, ректор АлтГТУ.
- Родионов А. М. (1945—2013) — писатель, поэт.
- Каширский Е. Е. (1922—1992) — поэт, журналист.

## Закрытые
- Гоньбинское (Гоньбинский тракт 1к)
- Ереснинское (Ул. Абаканская, 35а)
- Кладбище поселка Южный (Змеиногорский тракт 126д)
- Новомихайловское (Павловский тракт, 246)
- Власихинское сельское кладбище (п. Власиха, ул. Ковыльная, 8а)
- Кладбище в Казённой Заимке (ул. Кольцевая, 2)
- Кладбище в поселке Мохнатушка (ул. Клубная, 21)
- Кладбище Лебяжинское (ул. Школьная, 67)
- Бельмесёвское кладбище (ул. Нагорная)
- Кладбище в поселке Ягодное (ул Березовая, 1)

## Разрушенные

### Нагорное (Предтеченское, Иоанно-Предтеченское)
4 октября 1772 года в Нагорной части Барнаула было принято решение открыть кладбище. Кроме того, рядом разместились Татарское и Протестантское кладбища. За полтора века здесь были похоронены многие известные горожане, ученые, общественные деятели, купцы, исследователи Алтая.

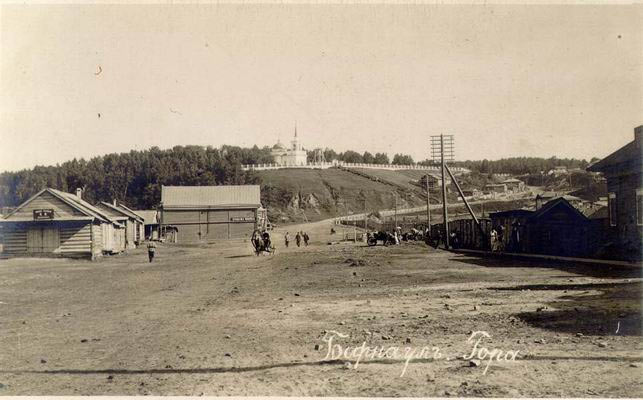
Вид на Нагорное кладбище со стороны центра города. Начало XX века.

Руководители и специалисты горного производства:
- Фролов К. Д. (1726—1800) — изобретатель-гидротехник.
- Чулков В. С. (1746—1807) — начальник Колывано-Воскресенских заводов, основатель камнерезного дела на Алтае.
- Залесов П. М. (1772—1837) — строитель сереброплавильных заводов, изобретатель паровой турбины для откачки воды из шахт.
- Черницын И. И. (1750—1809) — ученик и помощник изобретателя Ивана Ползунова.

Художники:
- Мягков М. И. (1797—1852) — мастер религиозной живописи, академик искусств и портретной живописи.
- Петров В. П. (1770—1810) — ученик основоположника городского русского пейзажа Ф. Н. Алексеева, академик живописи.

Архитекторы:
- Молчанов А. И. (1765 — после 1824) — первый архитектор Барнаула, автор каменного корпуса сереброплавильного завода, горной аптеки, канцелярии, ансамбля Демидовской площади.
- Попов Я. Н. (1802—1863) — ученик К. И. Росси, автор церкви Иоанна Предтечи, дома начальника заводов, ансамбля Демидовской площади.

Ученые и исследователи:

Восстановленные могилы Ядринцева и Штильке

- Шангин П. И. (1748—1816) — медик, специалист по минералогии, член-корреспондент Петербургской академии наук.
- Геблер Ф. А. (1782—1850) — врач, географ, член-корреспондент Петербургской академии наук.
- Гуляев С. И. (1805—1888) — фольклорист, этнограф, изобретатель.
- Гуляев Н. С. (1851—1918) — краевед, архивариус Алтайского горного округа.
- Ядринцев Н. М. (1842—1894) — публицист, исследователь Сибири.
- Гюстав Луи Мария Менье (1827—1862) — французский археолог и путешественник[4].

Общественные и государственные деятели:
- Журин Н. И. (1841—1891) — начальник округа, один из основателей общества попечения о начальном образовании.
- Штильке В. К. (1850—1908) — просветитель, депутат Государственной думы

В 1774 году бывший ученик И. И. Ползунова Иван Черницын составил план храма Иоанна Предтечи, который было решено построить на территории Нагорного кладбища. План почти без изменений повторял облик основного здания бывшей церкви Петра и Павла, только без колокольни. В 1857 году был освящен новый каменный храм, спроектированный архитектором Я. Н. Поповым. Здание было трёхступенчатым, построенным в классическом стиле. Верхушку завершал остроконечный шпиль.
В 1870-х годах священнослужители кладбищенской Иоанно-Предтеченской церкви, в обязанности которых входила забота о погосте, поделили всю территории на четыре разряда по стоимости погребения. Элитный участок 1-го разряда находился рядом с церковью. Здесь были похоронены самые богатые и известные горожане. Около 2/3 всех погребений приходилось на участок 4-го разряда. Ежегодно появлялось до 400 новых могил, а на рубеже XIX и XX веков Нагорное кладбище было признано городской думой переполненным, поэтому для захоронений был отведён новый участок земли в конце Московского проспекта (Кресто-Воздвиженское кладбище).
До 1920-х годов Иоанно-Предтеченская церковь имела свой приход, но уже в 1927 году храмовый колокол весом в 300 пудов был снят и передан Покровскому кафедральному собору. Перед этим, в 1918 году во время Гражданской войны на кладбище проводились массовые расстрелы сторонников советской власти.
В середине 1930-х годов Нагорное кладбище вместе с храмом было снесено, а могилы уничтожены, за исключением надгробия Ядринцева. Почти сразу же после этого на территории кладбища был создан парк культуры и отдыха.

### Кресто-Воздвиженское

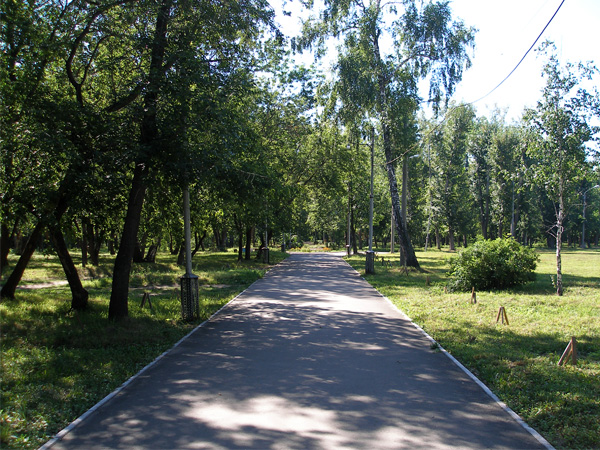
Одна из аллей парка, разбитого на месте Кресто-Воздвиженского кладбища

Кладбище было основано в 1780 году и просуществовало до начала XX века, а в 1918—1919 годах стало местом массовых расстрелов сторонников советской власти. В 1939 году территория отдана под парк культуры и отдыха Меланжевого комбината. В центре погоста был вырыт большой пруд, в результате чего, надгробия были снесены, а могилы уничтожены. Здание Кресто-Воздвиженской церкви передано Барнаульскому планетарию. Кроме того, в послевоенное время на территории парка проходили захоронения японских военнопленных.
По данным 2007 года, современные границы утраченного кладбища следующие: от южной границы трибун стадиона «Клевченя» вдоль их западной границы, 3 м вдоль северной границы трибун, от северной границы трибун 55 метров под углом 114°, 6 метров под углом 77°, 34 метра под углом 24°, 329 метров под углом 118°, 14 метров под углом 198°, 51 метр под углом 207°, 148 метров под углом 217°, 29 метров под углом 267°, 484 метра под углом 293° на расстоянии 3 м к востоку от ЛЭП, 204 метра под углом 22°, 62 метра под углом 119°, 13 метров под углом 50° до южной границы трибун стадиона «Клевченя».

### Петропавловское
Через несколько лет после основания Барнаула, в самом центре города (сегодня площадь Свободы был возведен Петропавловский собор при котором действовало кладбище, где хоронили горных офицеров и специалистов. В 1772 году кладбище было закрыто, а позднее разрушено.
Могилы известных горожан:
- Беэр А. Б. (1696—1751) — горный специалист, главный командир Колывано-Воскресенских заводов.
- Ползунов И. И. (1728—1766) — изобретатель, создатель первой в России паровой машины и первого в мире двухцилиндрового парового двигателя.